# Sharivan
X-Or Capitaine Sheider
Sharivan (宇宙刑事シャリバン, Uchū Keiji Shariban) est une série télévisée japonaise en 51 épisodes, diffusée entre le 4 mars 1983 au 24 février 1984 sur TV Asahi. Elle constitue le deuxième volet de la trilogie des « shérifs de l'espace » (宇宙刑事, Uchū keiji) après X-Or et avant Capitaine Sheider. Elle est également considérée comme le deuxième volet des Metal Hero Series de la Toei.
En France, les huit premiers épisodes de la série, doublés par IDDH, ont été diffusés dans la continuité de la série X-Or, à partir du 5 décembre 1984 dans Récré A2 sur Antenne 2, conservant le générique de la série précédente et renommant le personnage principal X-Or 02. Il faudra attendre le 7 septembre 1988 pour que les épisodes inédits soient diffusés dans Graffi'6 sur M6, sous le titre Sharivan, dans un doublage réalisé par AB Productions, à l'exception des quatre premiers épisodes jamais doublés. La série est ensuite rediffusée sur Mangas dès le 7 juin 2000. Le générique français est interprété par Bernard Minet.

## Synopsis
Le garde forestier Den Iga, grièvement blessé alors qu'il s'était courageusement battu contre un monstre des C-Rex, a été envoyé pour être soigné sur la planète Bird qui dispose d'une technologie médicale avancée, et s'est rétabli. La détermination et les capacités dont il a fait preuve font que le professeur Kom le recrute comme shérif de l'espace chargé du secteur de la Terre, en remplacement de X-Or, promu commandeur.
C'est alors qu'apparaissent les Burlocks (Madō en VO), une organisation criminelle extraterrestre qui cherche à étendre son influence sur la Terre. Aidé de Lili, une cadette de l'académie de police galactique, et revêtu d'un scaphandre rouge, Den Iga devient Sharivan pour défendre la Terre.

## Distribution
- Hiroshi Watari (VF : Yves-Marie Maurin) : Sharivan
- Yumiko Furuya (VF : Nadine Delanoë puis Sophie Gormezzano) : Lili
- Kenji Ōba (VF : Michel Bedetti) : le Commandeur / X-Or
- Toshiaki Nishizawa (VF : Roger Crouzet) : Professeur Kom
- Mitsuo Ando (VF : François Chaumette) : Atropos
- Masayuki Suzuki (ja) (VF : Pierre Trabaud) : Kojiro Aoyama
- Kyoko Nashiro Myodai (VF : Nicole Hiss) : Marine
- Wakiko Kano (VF : Régine Teyssot) : Mimi
- Hitomi Yoshioka (VF : Francette Vernillat) : Démonia
- Shōzō Iizuka (VF : Roger Crouzet) : voix de Satanakahn
- Satoshi Kurihara (VF : Claude Dasset puis Jean-Louis Rugarli) : Général Proton

## Épisodes
1. Rêves et illusions (Le successeur)
2. La ville des démons (Cataclysmes inexplicables)
3. La promesse envers Kumiko (Charmante petite fille)
4. Ordinateurs recherchés pour crime (Complot sur ordinateur)
5. Sharivan contre l'empire des Burlocks (Forces maléfiques)
6. Le piège mortel (La punition)
7. Cauchemars à la demande (Vol de cerveau)
8. Les pollueurs de la nuit (Le fleuve)
9. Les faux monnayeurs
10. Le canon Burlock
11. Les pirates de l'espace
12. Nos amis venus de l'espace
13. Combats truqués
14. L'héritière du royaume de Denimos
15. L'enlèvement
16. Mort en sursis
17. Le mystère du tunnel d'Izu
18. Alerte aux météores
19. Le cristal Iga
20. Le cristal magique
21. L'intrus
22. La championne
23. Les sosies
24. Les scarabées maléfiques
25. Au secours papa
26. Le parc d'attractions mortelles
27. L'évadé de la prison noire
28. Panique sur le campus
29. Trafic d'armes
30. Les mères indignes
31. Où est le cristal Iga ?
32. Les oranges empoisonnées
33. Téléportation
34. L'envoyé du monde des esprits errants
35. La force retrouvée
36. Le commando d'Iga
37. Les fleurs magiques
38. Complots chez les Burlocks
39. La poupée maudite
40. Tremblements de terre
41. La menace des Burlocks
42. Hélène
43. Des larmes entre une mère et sa fille
44. Démonia au service
45. Le piège
46. La famille avant tout
47. Les épées
48. Mimmy
49. Le combat pour le cristal Iga
50. Le monstre venu des mers
51. Le retour vers Iga